# Дзялошин (Нижньосілезьке воєводство)
Дзялошин (пол. Działoszyn, нім. Königshain) — село в Польщі, у гміні Боґатиня Зґожелецького повіту Нижньосілезького воєводства.
Населення — 597 осіб (2011).
У 1975-1998 роках село належало до Єленьоґурського воєводства.

## Демографія
Демографічна структура станом на 31 березня 2011 року:
|          | Загалом | Допрацездатний вік | Працездатний вік | Постпрацездатний вік |
| -------- | ------- | ------------------ | ---------------- | -------------------- |
| Чоловіки | 323     | 77                 | 223              | 23                   |
| Жінки    | 274     | 48                 | 166              | 60                   |
| Разом    | 597     | 125                | 389              | 83                   |

## Галерея

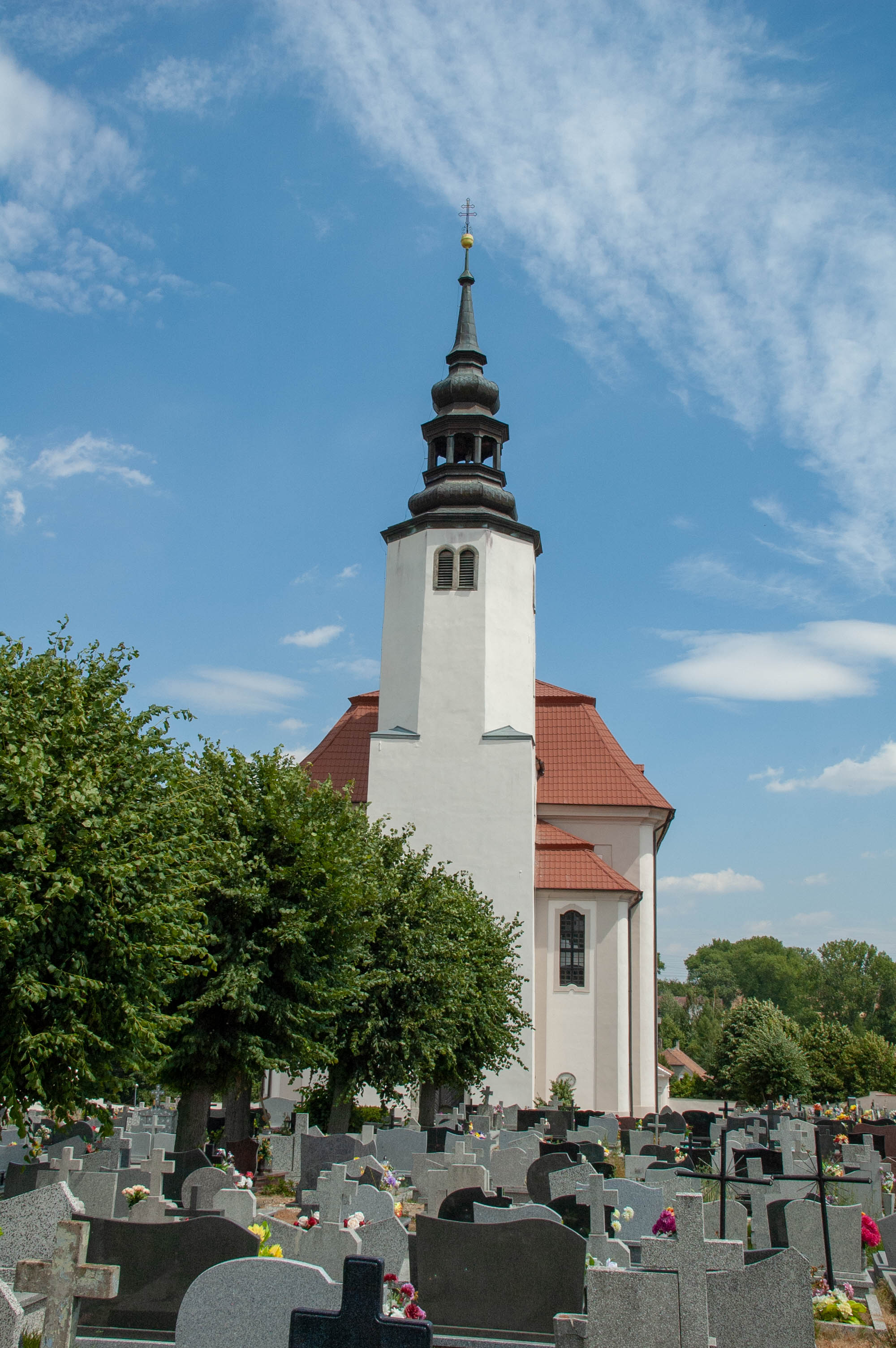
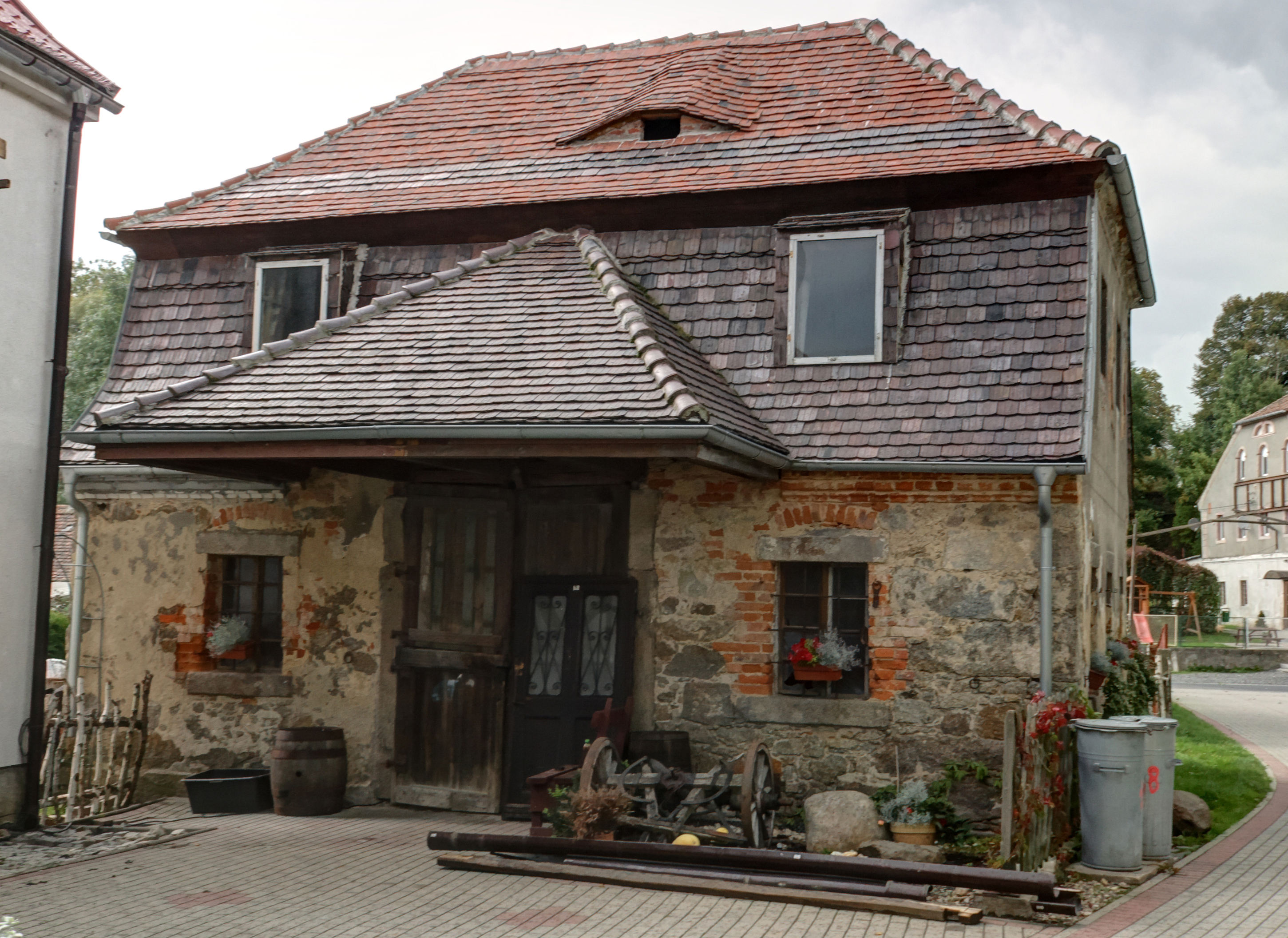
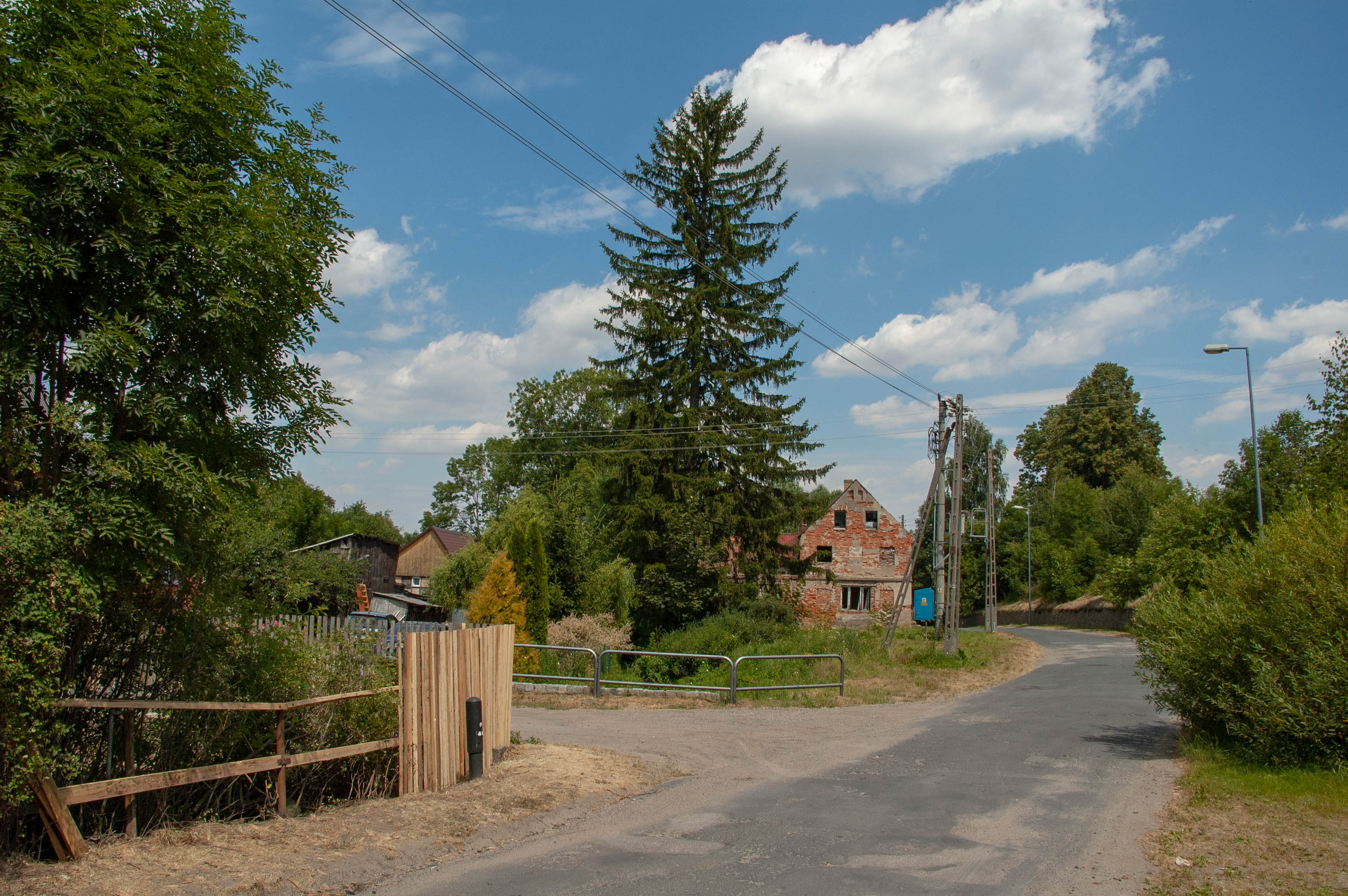
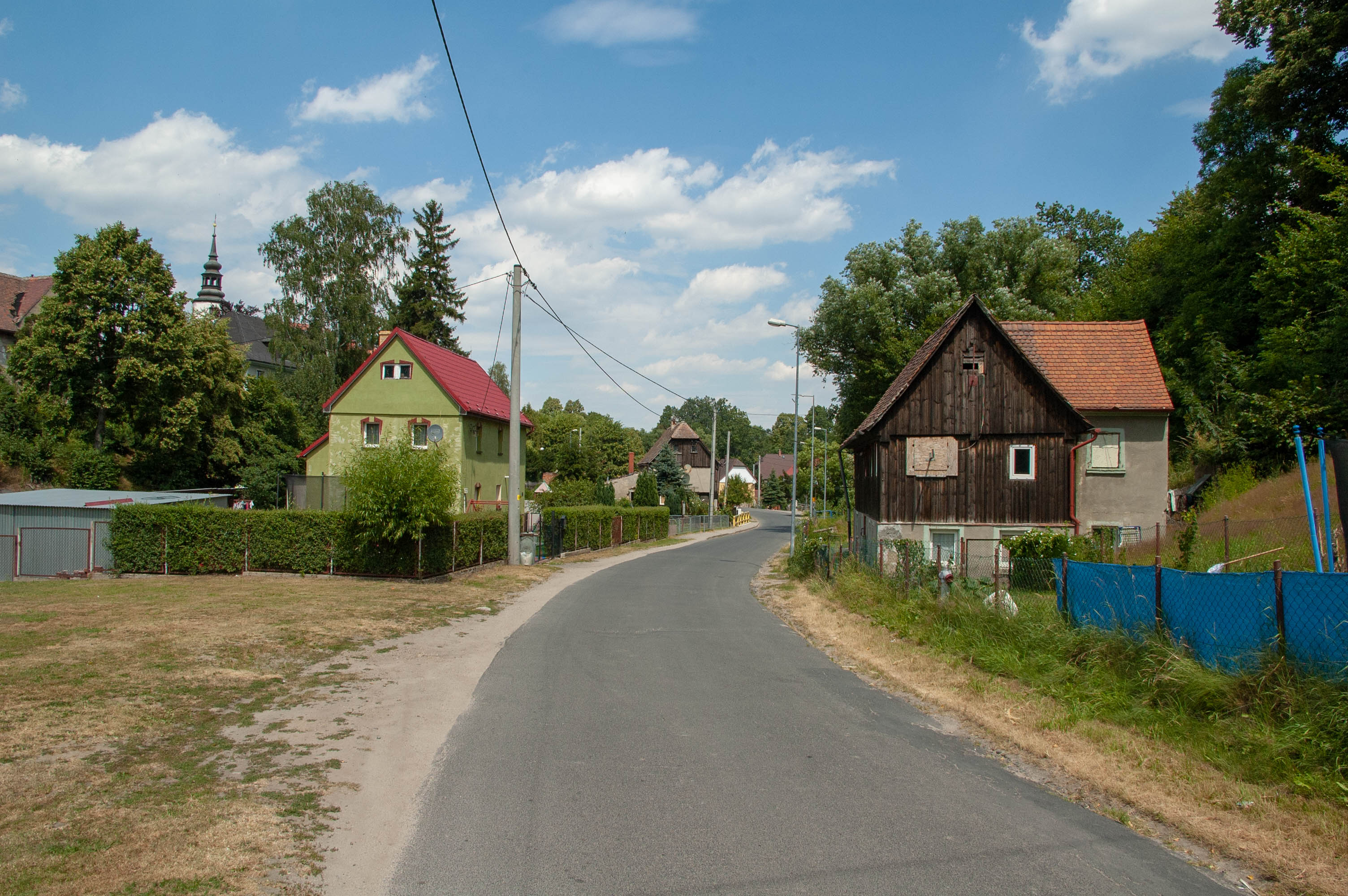